# TESDA
TESDA(The Technical Education and Skills Development Authority)とは、フィリピン共和国における専門的教育と技術の向上機関。

## TESDA の歴史
「共和国法　法令 No. 7796」によって設立された。 
この法令は国民の産業、労働、地方政府の組織や専門学校の技術向上により関わることを促進するためにあり、大統領フィデル・ラモスにより1994年8月25日に認められる。
国の人的資源と青年議会 (NMYC)と労働と雇用局 (DOLE)の合併である。
専門的技術教育省 (BTVE)と教育とスポーツ文化省 (DECS), そして 地方雇用機関 (BLE)とが TESDAを生んだ.
上記組織の統合 was one of the key recommendations of the 1991 年の教育における議会委員会のレポートが推薦された。
これはフィリピンにおける教育やマンパワーを請け負う。
これはいくつもの公共機関やプライベート機関の組織による技術的な向上プログラムの重複を軽減するためが目的である。

## TESDA の行う事
組織された技術向上プログラムなどを吟味する機関である。
促進と開発　中級以上のマンパワーのための構造を改革する。
標準以上のレベルがあるかを承認、試験する。
中級レベル以上のマンパワー発達に関わる専門機関の発達した信頼できるシステム 
技術教育と技術向上のための基金プログラムや計画
トレーニング計画トレーナーへの協力
地方政府へのゆだね
研修プログラムの再構築
産業や雇用者へのトレーニング
技術向上計画を明確にする
集中的な向上と管理トレーニング;
組織する技術のコンペ
管理技術向上基金
全般に, TESDA は明確にマンパワーと技術スキルの向上を表すため,  マンパワーポリシーと計画とガイドラインの戦略配置を公共と民間の TVET 機関をコーディネートし、チェックする。
今日、 TESDAは 効果的な組織を発達させ クライアントにサービスしてきた. 多くのタスクを達成するために TESDA は多くのシーンでマンパワー向上 の戦略と計画を適合させてきた。